# استیون برخواین
استیون شارله برخواین (هلندی: Steven Charles Bergwijn؛ زادهٔ ۱۳ اکتبر ۱۹۹۷) بازیکن فوتبال اهل هلند است که برای باشگاه آژاکس بازی می‌کند.

## عملکرد باشگاهی

### پی اس وی آیندهوون
برگواین در آمستردام از پدر و مادری سورینامی متولد شد. وی در سال ۲۰۱۱ در جوانان آژاکس بازی می‌کرد و به دلیل درگیری با یکی از مربیان جوانان، آنجا را ترک کرد. آیندهوون بلافاصله مداخله کرد و با مهاجم جوان قرارداد بست. برخواین اولین بازی خود را برای جوانان آیندهوون در لیگ دسته دوم در تاریخ ۹ اوت ۲۰۱۴ برابر آشیل ۲۹ انجام داد. او در دقیقه ۷۷ در پیروزی در خانه ۲–۰ به جای لیوسون کاسنزا به میدان آمد.
او سومین گل آیندهوون به آژاکس را به ثمر رساند تا پی اس وی با نتیجه ۰–۳ بازی و البته اردیویسیه را از آن خود کند.

### تاتنهام هاتسپر
در پایان پنجره نقل و انتقالات ژانویه ۲۰۲۰، برخواین قراردادی ۵ ساله با تاتنهام هاتسپر به ارزش ۲۶٫۷ میلیون پوند گزارش شده را امضا کرد. در اولین بازی خود در لیگ برتر برابر منچسترسیتی، اولین گل خود را برای این باشگاه به دست آورد که با نتیجه ۲ بر ۰ به پیروزی رسید و همچنین توسط اسکای اسپورتس به عنوان بهترین بازیکن بازی معرفی شد. در تاریخ ۶ مارس ۲۰۲۰، برخواین در بازی مقابل برنلی از ناحیه مچ پا به دچار مشکل شد که می‌تواند او را برای بقیه فصل از این تیم خارج کند.

## عملکرد بین‌المللی
برخواین اولین فراخوان بین‌المللی خود را بدست آورد که رونالد کومن او را در اکتبر ۲۰۱۸ او را به تیم ملی هلند دعوت کرد. او اولین بازی خود را در تاریخ ۱۳ اکتبر ۲۰۱۸ در یک پیروزی ۳–۰ در لیگ ملتهای اروپا برابر آلمان، به عنوان بازیکن فیکس انجام داد.

## افتخارات

### پی اس وی آیندهوون
- اردیویسیه:۲۰۱۴–۱۵، ۲۰۱۵–۱۶، ۲۰۱۷–۱۸
- جام یوهان کرایوف:۲۰۱۵٬۲۰۱۶

### فردی
- بهترین بازیکن جام ملت‌های فوتبال اروپا زیر ۱۷ساله‌ها:۲۰۱۴
- تیم منتخب جام ملت‌های فوتبال اروپا زیر ۱۷ساله‌ها:۲۰۱۴
- بهترین بازیکن ماه اردویسیه:فبریه ۲۰۱۸
- بهترین استعداد ماه اردویسیه:اوت ۲۰۱۸، دسامبر۲۰۱۸